# Halkbana

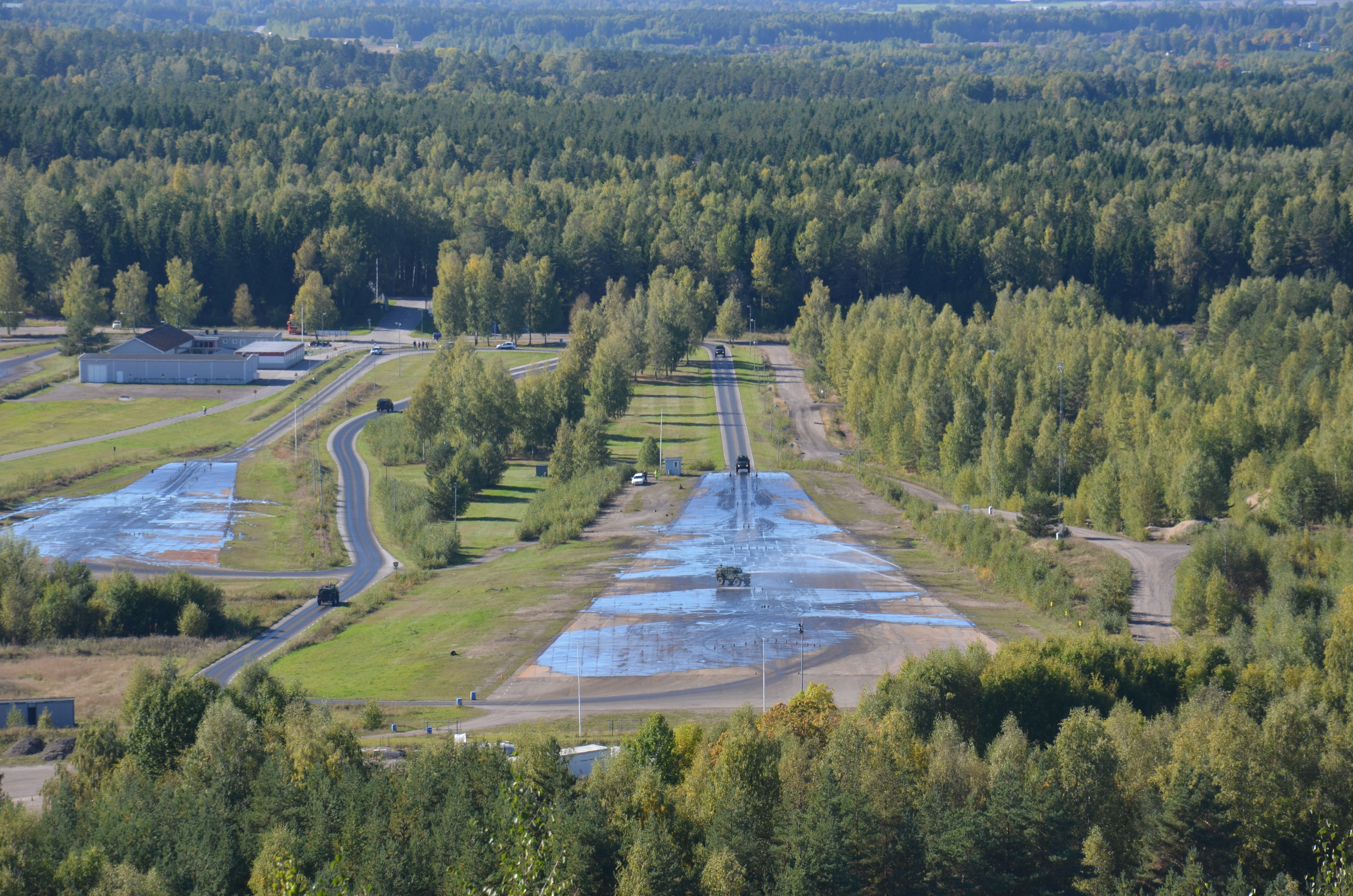
Halkbana i Kvarntorp

Halkbana, eller trafikövningsplats, är en anläggning som har vägbana med konstgjord halka. På halkbanan kan förare träna på att hantera trafiksituationer i halka under kontrollerade former. I Sverige ingår halkbanekörning som ett obligatoriskt moment i körkortsutbildningen.